# Paul Leder
Paul Leder (Springfield, 25 maart 1926 – Los Angeles, 9 april 1996) was een Amerikaans filmregisseur, filmproducent, scenarioschrijver en acteur. Hij is vooral bekend voor zijn lowbudgetfilms.
Lader werd op 25 maart 1926 geboren in Springfield (Massachusetts). Tijdens de Tweede Wereldoorlog was hij hospik en verzorgde hij overlevenden van concentratiekamp Buchenwald.
Na de oorlog trok hij naar Broadway waar hij zong en danste tegenover Phil Silvers in de musical Top Banana. Hij maakte in 1961 zijn debuut als acteur op het witte doek in The Grass Eater, een film waarvan hij ook de producent was. Zijn regiedebuut was in 1970 met The Marigold Man. Zijn laatste film was de zwarte komedie The Wacky Adventures of Dr. Boris and Nurse Shirley uit 1995.
Naast filmmaker was Leder ook vredesactivist en pleitbezorger van kernwapenontmanteling. Hij was tot zijn dood getrouwd met Etyl Leder, het paar had drie kinderen: Mimi, Reuben en Geraldine. Leder overleed op 9 april 1996 aan longkanker op 70-jarige leeftijd.